# Port-en-Bessin-Huppain

Port-en-Bessin-Huppain este o comună în departamentul Calvados, Franța. În 1 ianuarie 2022 avea o populație de 1.888 de locuitori.